# Kohaku no uta, hitohira
Kohaku no uta, hitohira (jap. 琥珀の詩、ひとひら) – czwarty album studyjny japońskiej piosenkarki Yukari Tamury, wydany 2 marca 2005. Utwór Ever-Never-Land został wykorzystany jako piosenka przewodnia anime OVA Otogi-jūshi Akazukin. Album sprzedał się w nakładzie 11 018 egzemplarzy.

## Lista utworów
| Nr  | Tytuł                                                                                                | Słowa         | Kompozycja       | Aranżacja                     | Czas |
| --- | --- | ------------- | ---------------- | ----------------------------- | ---- |
| 1.  | "Kohaku no uta *Mezame*" (jap. コハクノウタ*目覚め*)                                                 |               | Kaoru Ōkubo      | Kaoru Ōkubo                   | 0:53 |
| 2.  | "Spring Fever"                                                                                       | Manami Fujino | Yukari Hashimoto | Yukari Hashimoto              | 3:34 |
| 3.  | "Ever-Never-Land"                                                                                    | Kanade Kotowa | Masatomo Ōta     | Masatomo Ōta                  | 3:42 |
| 4.  | "Fallin' into you"                                                                                   | Yuki Matsuura | Takuya Watanabe  | Takuya Watanabe               | 3:58 |
| 5.  | "Yumemizuki no Alice" (jap. 夢見月のアリス)                                                          | Uran          | Kaoru Ōkubo      | Kaoru Ōkubo                   | 4:20 |
| 6.  | "AMBER ~Ningyo no namida~" (jap. AMBER～人魚の涙～)                                                  | Uran          | Kaoru Ōkubo      | Kaoru Ōkubo                   | 4:37 |
| 7.  | "fantasia"                                                                                           | Mika Watanabe | Mika Watanabe    | Mika Watanabe, Kanichirō Kubo | 4:27 |
| 8.  | "Bara no Romanse Tsuki no Selene" (jap. 薔薇のロマンセ 月のセレーネ Bara no Romanse Tsuki no Serēne) | Mika Watanbe  | Shinji Tamura    | Yasunari Nakamura             | 4:00 |
| 9.  | "Hoshi no Rendezvous" (jap. 惑星のランデブー Hoshi no Randebū)                                       | Yukari Tamura | HULK             | Kaoru Ōkubo                   | 4:15 |
| 10. | "Saihate no mori" (jap. 最果ての森)                                                                  | Risa Horie    | Hiroyuki Ichiki  | Kaoru Ōkubo                   | 5:33 |
| 11. | "Kohaku no uta *Inori*" (jap. コハクノウタ*祈り*)                                                    |               | Kaoru Ōkubo      | Kaoru Ōkubo                   | 1:12 |
| 12. | "Kokoro no tobira" (jap. 心の扉)                                                                     | marhy         | marhy            | marhy                         | 5:37 |
| 13. | "Little Wish ～first step～"                                                                         | Karen Shīna   | Masatomo Ōta     | Masatomo Ōta                  | 4:03 |
| 14. | "Picnic"                                                                                             | Miku Hazuki   | Kazuya Komatsu   | Kazuya Komatsu                | 4:11 |